# ゲラード・ファンデンヒーファー
ゲラード・ファンデンヒーファー（Gerhard van den Heever、1989年4月13日 - ）は、ジャパンラグビーリーグワンのクボタスピアーズ船橋・東京ベイに所属するラグビー選手。

## プロフィール
- 南アフリカブルームフォンテーン出身。
- ポジションはウィング(WTB)、フルバック(FB)。
- 身長 192 cm、体重 102 kg
- ニックネームはシャドー。
- 日本代表キャップは5。（2022年11月13日現在）

## 来歴
ブルズ、ストーマーズ、マンスターなどを経て、2016年、ヤマハ発動機ジュビロ(現・静岡ブルーレヴズ)に加入。同年8月26日に行われたジャパンラグビートップリーグ第1節のパナソニック ワイルドナイツ戦に先発出場で公式戦初出場を果たす。
2017年12月にはサンウルブズの2018年スコッドに選ばれた。
2018年、クボタスピアーズ(現・クボタスピアーズ船橋・東京ベイ)に加入。
2022年6月25日に行われたリポビタンDチャレンジカップ2022ウルグアイ戦にて先発出場で日本代表初キャップを獲得した。

## 受賞歴
- 2016-17ベストキッカー